# 尼古拉·索博列夫
尼古拉·弗拉基米罗维奇·索博列夫（俄语：Николай Владимирович Соболев，1935年5月28日—2022年3月25日），俄罗斯地质学家。俄罗斯科学院院士。主要从事岩石学、矿物学和地球化学研究。

## 生平
1935年出生于列宁格勒。1958年毕业于利沃夫国立大学地质系，之后在矿物学博物馆工作。1960年开始在苏联科学院西伯利亚分院地质与地球物理研究所（新西伯利亚）工作。1972年通过地质-矿物学全博士学位论文答辩。1976年因在“變質岩相”领域的贡献，和多布列佐夫等共同获得列宁奖。1981年当选苏联科学院通讯院士。1990年当选苏联科学院院士。1993年当选欧洲科学院院士。1990年至2005年，任俄罗斯科学院西伯利亚分院矿物岩石学研究所所长。1990年至1994年，担任国际矿物学协会副主席。2006年退休，受聘为同研究所顾问。2022年3月25日逝世。

## 荣誉
- 矿物学杰出成就奖章（国际矿物学协会，2013年）[6]
- 四级祖国功勋勋章（2007年）
- 友谊勋章（1999年）
- 劳动红旗勋章（1989年）
- 荣誉勋章（1982年）
- 列宁奖（1976年）
- 苏联国家奖（1991年）
- 雅库特苏维埃社会主义自治共和国功勋科学工作者荣誉称号（1986年）

## 家庭
- 父亲：弗拉基米尔·斯捷潘诺维奇·索博列夫（1908年－1982年），地质学家，1958年当选苏联科学院院士
- 母亲：奥尔加·弗拉基米罗夫娜·索博列娃（娘家姓：波普拉夫斯卡亚）（1914年－1969年）
- 弟弟：亚历山大·弗拉基米罗维奇·索博列夫（1954年－），地质学家，2016年当选俄罗斯科学院院士